# Kingdom of Comfort
Kingdom of Comfort è un album in studio del gruppo christian rock britannico Delirious?, pubblicato nel 2008.

## Tracce
1. Kingdom of Comfort – 3:29
2. God Is Smiling – 4:09
3. Give What You've Got – 3:32
4. Love Will Find a Way – 4:29
5. Eagle Rider – 4:11
6. We Give You Praise – 5:13
7. How Sweet the Name – 5:42
8. Wonder – 4:13
9. Break the Silence – 4:12
10. Stare the Monster Down – 3:27
11. All God's Children – 5:51
12. My Soul Sings – 6:59